# Patrick Thoresen
Patrick Thoresen (* 7. November 1983 in Oslo) ist ein norwegischer Eishockeyspieler, der im Verlauf seiner aktiven Karriere zwischen 1999 und 2025 unter anderem 120 Spiele für die Edmonton Oilers und Philadelphia Flyers in der National Hockey League (NHL) sowie über 400 Partien in der Kontinentalen Hockey-Liga (KHL) auf der Position des Centers bestritten hat. Sein jüngerer Bruder Steffen ist ebenfalls professioneller Eishockeyspieler wie sein Vater Petter Thoresen.

## Karriere
Patrick Thoresen begann seine Karriere als Eishockeyspieler bei den Storhamar Dragons, für die er in seiner Saison 1999/2000 sein Debüt in der GET-ligaen, der höchsten norwegischen Spielklasse, gab und mit denen er auf Anhieb in seinem Rookiejahr Norwegischer Meister wurde. In seiner zweiten Spielzeit steigerte sich der Center auf 45 Scorerpunkte, davon 18 Tore, in 40 Spielen, woraufhin er je ein Jahr in der kanadischen Juniorenliga Ligue de hockey junior majeur du Québec (LHJMQ) bei den Moncton Wildcats, die ihn beim CHL Import Draft 2001 in der ersten Runde als insgesamt 30. Spieler ausgewählt hatten, und den Drakkar de Baie-Comeau verbrachte. Vor allem in Baie-Comeau überzeugte er und erhielt im Jahr 2003, als er der beste Vorlagengeber der Liga war, die Trophée Frank J. Selke als fairster Spieler der Liga. Zur Saison 2003/04 kehrte er nach Europa zurück, wo er einen Vertrag beim Mörrum GoIS in der HockeyAllsvenskan, der zweiten schwedischen Spielklasse, erhielt. Dort empfahl er sich mit 41 Scorerpunkten in 38 Spielen für höherklassige Vereine und wurde kurz vor Saisonende von Djurgårdens IF aus der Elitserien verpflichtet, für das er auch in den folgenden beiden Jahren auf dem Eis stand. Die Saison 2005/06 begann er beim EC Red Bulls Salzburg in der Österreichischen Eishockey-Liga, für den er in den Playoffs in neun Spielen vier Tore und sieben Vorlagen erzielte.
Zur Saison 2006/07 wechselte Thoresen zu den Edmonton Oilers aus der National Hockey League (NHL), bei denen er auf Anhieb Stammspieler wurde. Damit war er erst der fünfte Norweger, der in der NHL auf dem Eis stand. Sein erstes NHL-Tor erzielte der Angreifer am 12. Oktober 2006 im Spiel gegen die San Jose Sharks. Im Laufe seiner ersten Spielzeit lief er zudem fünf Mal für die Wilkes-Barre/Scranton Penguins in der American Hockey League (AHL) auf. Die Saison 2007/08 verbrachte der Nationalspieler erneut bei den Edmonton Oilers sowie in der AHL bei den Springfield Falcons, für die er in 29 Spielen je 13 Tore und 13 Vorlagen beisteuerte. Die Spielzeit selbst beendete er in der NHL bei den Philadelphia Flyers. In der Saison 2008/09 lief er für den HC Lugano in der Schweizer National League A (NLA) auf. In seiner bis dahin punktbesten Spielzeit im Seniorenbereich erzielte er in 55 Spielen insgesamt 71 Scorerpunkte, davon 23 Tore, und wurde unter anderem in das All-Star-Team der Liga gewählt.
Im Sommer 2009 wurde der russische Spitzenverein Salawat Julajew Ufa auf ihn aufmerksam. In der Saison 2009/10 stellte er mit Salawat Julajew Ufa in der Hauptrunde das beste Team der Kontinentalen Hockey-Liga (KHL), wozu er mit einer Plus/Minus-Bilanz von +45 beitrug, welche den Ligabestwert darstellte und scheiterte mit seiner Mannschaft in den Playoffs im Conference-Finale am späteren Meister Ak Bars Kasan. Zudem nahm er am zweiten KHL All-Star Game teil. In der Saison 2010/11 gewann Thoresen mit Ufa erstmals den Gagarin-Pokal. In den Playoffs war er der beste Vorlagengeber der Liga und wies die beste Plus/Minus-Bilanz auf. Zuvor hatte er zudem am dritten KHL All-Star Game teilgenommen. Im Juni 2011 unterschrieb der Norweger einen Kontrakt für zwei Jahre beim SKA Sankt Petersburg. 2015 gewann er mit dem SKA den Gagarin-Pokal.
Ab April 2015 stand Thoresen wieder bei Djurgårdens IF aus der Svenska Hockeyligan (SHL) unter Vertrag und wurde 2016 zum Stürmer des Jahres und wertvollsten Spieler der Liga gewählt. Nach dem Ende der Saison 2015/16 wechselte er in die Schweizer NLA zu den ZSC Lions. Nach einem Jahr in Zürich kehrte er vor der Saison 2017/18 an den Ursprungsort seiner Karriere, zu den Storhamar Dragons, zurück. Wenige Monate später, im November 2017, wurde er noch einmal vom SKA Sankt Petersburg verpflichtet. Im Sommer 2018 kehrte er abermals zu den Dragons zurück. 2019 wurde er in das All-Star-Team der norwegischen Liga gewählt, 2020 und 2021 war er Topscorer, dabei 2021 auch bester Vorbereiter und 2021 und 2023 wies er die beste Plus/Minus-Bilanz auf. Im Sommer 2024 verließ er den Klub nach insgesamt sechs Jahren und wechselte wieder zu Djurgårdens IF, der mittlerweile in die zweitklassige Allsvenskan abgestiegen war. Nach dem Aufstieg in die SHL im Frühjahr 2025 beendete der 41-Jährige seine aktive Karriere.

### International
Für Norwegen nahm Thoresen im Juniorenbereich an der U18-Junioren-B-Weltmeisterschaften 2000 und der U18-Junioren-Weltmeisterschaft 2001 sowie den U20-Junioren-Weltmeisterschaften der Division I 2001 und 2002 teil.
Im Seniorenbereich stand er im Aufgebot seines Landes bei den Weltmeisterschaften der Division I 2004 und 2005 sowie bei den Weltmeisterschaften der Top-Division 2006, 2007, 2009, 2010, 2012, 2013, 2015, 2017, 2019 und 2024. Zudem trat er für Norwegen bei den |Olympischen Winterspielen 2010, 2014 und 2018 an.

## Erfolge und Auszeichnungen
| - 2000 Norwegischer Meister mit den Storhamar Dragons - 2002 Teilnahme am CHL Top Prospects Game - 2003 Trophée Frank J. Selke - 2003 Bester Vorlagengeber der LHJMQ-Hauptrunde - 2009 NLA All-Star Team - 2009 Gullpucken - 2010 Teilnahme am KHL All-Star Game - 2010 Beste Plus/Minus-Bilanz der KHL-Hauptrunde - 2011 Teilnahme am KHL All-Star Game - 2011 Gagarin-Pokal-Gewinn mit Salawat Julajew Ufa - 2011 Bester Vorlagengeber der KHL-Playoffs - 2011 Beste Plus/Minus-Bilanz der KHL-Playoffs - 2012 Gullpucken - 2012 Norwegens Eishockeyspieler des Jahres - 2015 Gagarin-Pokal-Gewinn mit SKA Sankt Petersburg - 2015 Norwegens Eishockeyspieler des Jahres | - 2016 Wertvollster Spieler der Svenska Hockeyligan - 2016 Stürmer des Jahres der Svenska Hockeyligan - 2019 Norwegischer Vizemeister mit den Storhamar Dragons - 2019 Eliteserien All-Star-Team - 2020 Topscorer der Eliteserien-Hauptrunde - 2021 Topscorer der Eliteserien-Hauptrunde - 2021 Bester Vorlagengeber der Eliteserien-Hauptrunde - 2021 Beste Plus/Minus-Bilanz der Eliteserien-Hauptrunde - 2022 Norwegischer Vizemeister mit den Storhamar Dragons - 2023 Norwegischer Vizemeister mit den Storhamar Dragons - 2023 Beste Plus/Minus-Bilanz der Eliteserien-Hauptrunde - 2024 Norwegischer Meister mit den Storhamar Dragons - 2024 Beste Plus/Minus-Bilanz der Eliteserien-Hauptrunde - 2024 Eliteserien All-Star-Team - 2024 Norwegens Eishockeyspieler des Jahres - 2025 Meister der Allsvenskan und Aufstieg in die SHL mit Djurgårdens IF |

### International
| - 2000 Aufstieg in die A-Gruppe bei der U18-Junioren-B-Weltmeisterschaft - 2005 Aufstieg in die Top-Division bei der Weltmeisterschaft der Division I - 2009 Topscorer der Qualifikation für die Olympische Winterspiele 2010, Gruppe G | - 2012 All-Star-Team der Weltmeisterschaft - 2024 Topscorer der Qualifikation für die Olympische Winterspiele 2026, Gruppe F |

## Karrierestatistik

### International
Vertrat Norwegen bei:
| - U18-Junioren-B-Weltmeisterschaft 2000 - U20-Junioren-Weltmeisterschaft der Division I 2001 - U18-Junioren-Weltmeisterschaft 2001 - U20-Junioren-Weltmeisterschaft der Division I 2002 - Weltmeisterschaft der Division I 2004 - Vorqualifikationsturnier für die Olympischen Winterspiele 2006 - Qualifikationsturnier für die Olympischen Winterspiele 2006 - Weltmeisterschaft der Division I 2005 - Weltmeisterschaft 2006 - Weltmeisterschaft 2007 - Qualifikationsturnier für die Olympischen Winterspiele 2010 - Weltmeisterschaft 2009 - Olympischen Winterspielen 2010 | - Weltmeisterschaft 2010 - Weltmeisterschaft 2012 - Weltmeisterschaft 2013 - Olympischen Winterspielen 2014 - Weltmeisterschaft 2015 - Qualifikationsturnier für die Olympischen Winterspiele 2018 - Weltmeisterschaft 2017 - Olympischen Winterspielen 2018 - Weltmeisterschaft 2019 - Qualifikationsturnier für die Olympischen Winterspiele 2022 - Weltmeisterschaft 2024 - Qualifikationsturnier für die Olympischen Winterspiele 2026 |

(Legende zur Spielerstatistik: Sp oder GP = absolvierte Spiele; T oder G = erzielte Tore; V oder A = erzielte Assists; Pkt oder Pts = erzielte Scorerpunkte; SM oder PIM = erhaltene Strafminuten; +/− = Plus/Minus-Bilanz; PP = erzielte Überzahltore; SH = erzielte Unterzahltore; GW = erzielte Siegtore; 1 Play-downs/Relegation; Kursiv: Statistik nicht vollständig)